# Biathlon na Zimowym Olimpijskim Festiwalu Młodzieży Europy 2023
Biathlon na Zimowym Olimpijskim Festiwalu Młodzieży Europy 2023 – jedna z dyscyplin rozgrywanych podczas festiwalu w dniach 21 – 28 stycznia 2023 w International Biathlon Centre “Carnia Arena”. Podczas zawodów odbyło się pięć konkurencji: sprinty i biegi indywidualne dziewcząt i chłopców oraz sztafety mieszane.

## Zestawienie medalistów

### Dziewczyny
| Data             | Konkurencja                     | Złoto                 | Wynik   | Srebro                 | Wynik   | Brąz                  | Wynik   | Źr.   |
| ---------------- | ------------------------------- | --------------------- | ------- | ---------------------- | ------- | --------------------- | ------- | ----- |
| 24 stycznia 2023 | Sprint dziewczyn (szczegóły)    | Ołeksandra Merkuszyna | 19:19,1 | Lola Bugeaud           | 20:03,3 | Ilona Plecháčová      | 20:06,4 | [ 1 ] |
| 26 stycznia 2023 | Bieg ind. dziewczyn (szczegóły) | Julia Tannheimer      | 34:02,3 | Voldiya Galmace-Paulin | 34:12,1 | Ołeksandra Merkuszyna | 35:11,2 | [ 2 ] |

### Chłopcy
| Data             | Konkurencja                            | Złoto        | Wynik   | Srebro         | Wynik   | Brąz                        | Wynik   | Źródło |
| ---------------- | -------------------------------------- | ------------ | ------- | -------------- | ------- | --------------------------- | ------- | ------ |
| 24 stycznia 2023 | Sprint chłopców (szczegóły)            | Pavel Trojer | 20:38,7 | Jakub Potoniec | 21:00,0 | Judicaël Perrillat Bottonet | 21:12,1 | [ 3 ]  |
| 26 stycznia 2023 | Bieg indywidualny chłopców (szczegóły) | Pavel Trojer | 34:52,2 | Michal Adamov  | 36:23,6 | Guillaume Poirot            | 36:32,7 | [ 4 ]  |

### Drużynowo
| Data             | Konkurencja                   | Złoto | Wynik     | Srebro                                                                                       | Wynik     | Brąz                                                                                               | Wynik     | Źródło |
| ---------------- | ----------------------------- | --- | --------- | -------------------------------------------------------------------------------------------- | --------- | -------------------------------------------------------------------------------------------------- | --------- | ------ |
| 28 stycznia 2023 | Sztafeta mieszana (szczegóły) | Francja 1. Lola Bugeaud · 2. Voldiya Galmace-Paulin · 3. Judicaël Perrillat-Bottonet · 4. Guillaume Poirot | 1:17:11,3 | Niemcy 1. Alma Siegismund · 2. Julia Tannheimer · 3. Noah Schüttler · 4. David Erich Schmutz | 1:17:12,5 | Włochy 1. Fabiola Miraglio Mellano · 2. Carlotta Gautero · 3. Nicola Giordano · 4. Michele Carollo | 1:17:34,3 | [ 5 ]  |

## Klasyfikacja medalowa

### Ogólna
*   Gospodarz ( Włochy)
| Miejsce | Reprezentacja | Złoto | Srebro | Brąz | Razem |
| ------- | ------------- | ----- | ------ | ---- | ----- |
| 1       | Słowenia      | 2     | 0      | 0    | 2     |
| 2       | Francja       | 1     | 2      | 2    | 5     |
| 3       | Niemcy        | 1     | 1      | 0    | 2     |
| 4       | Ukraina       | 1     | 0      | 1    | 2     |
| 5       | Polska        | 0     | 1      | 0    | 1     |
| 5       | Słowacja      | 0     | 1      | 0    | 1     |
| 7       | Czechy        | 0     | 0      | 1    | 1     |
| 7       | Włochy*       | 0     | 0      | 1    | 1     |
| Razem   | Razem         | 5     | 5      | 5    | 15    |

### Dziewczyn
| Miejsce | Reprezentacja | Złoto | Srebro | Brąz | Razem |
| ------- | ------------- | ----- | ------ | ---- | ----- |
| 1       | Ukraina       | 1     | 0      | 1    | 2     |
| 2       | Niemcy        | 1     | 0      | 0    | 1     |
| 3       | Francja       | 0     | 2      | 0    | 2     |
| 4       | Czechy        | 0     | 0      | 1    | 1     |
| Razem   | Razem         | 2     | 2      | 2    | 6     |

### Chłopców
| Miejsce | Reprezentacja | Złoto | Srebro | Brąz | Razem |
| ------- | ------------- | ----- | ------ | ---- | ----- |
| 1       | Słowenia      | 2     | 0      | 0    | 2     |
| 2       | Polska        | 0     | 1      | 0    | 1     |
| 2       | Słowacja      | 0     | 1      | 0    | 1     |
| 4       | Francja       | 0     | 0      | 2    | 2     |
| Razem   | Razem         | 2     | 2      | 2    | 6     |